# MADS-box
De MADS-box is een geconserveerd sequentiemotief. De genen die dit motief bevatten, worden de MADS-box-genenfamilie genoemd. De MADS-box codeert voor het DNA-bindende MADS-domein. Het MADS-domein bindt aan nucleotidesequenties die sterk lijken op het motief CC[A/T]6GG, de CArG-box genoemd. MADS-domein eiwitten zijn over het algemeen transcriptiefactoren.  De meeste MADS-box-eiwitten zijn betrokken bij ontwikkelingsprocessen, zoals de ontwikkeling van bloeiwijze (zie topmeristeem) van bedektzadigen. De naam 'Box' verwijst naar een deel van de genen dat codeert voor de eiwitten die in de loop van de evolutie niet is veranderd; dienovereenkomstig is een deel van de primaire structuur in al deze eiwitten hetzelfde. Dit is tevens het eiwitdomein dat cruciaal is voor de functie van de eiwitten. De lengte van de MADS-box, gerapporteerd door verschillende onderzoekers, varieert enigszins, maar typische lengtes liggen tussen de 168 en 180 basenparen, dat wil zeggen dat het gecodeerde MADS-domein een lengte heeft van 56 tot 60 aminozuren. Er zijn aanwijzingen dat het MADS-domein is geëvolueerd uit een sequentiestuk van een topo-isomerase II in een gemeenschappelijke voorouder van alle bestaande eukaryoten.
MADS is het acronym dat gevormd wordt door de eerste letters van de genen waarin het sequentie-element voor het eerst werd gevonden:
- MCM1 in biergist, Saccharomyces cerevisiae,
- AGAMOUS in de zandraket, Arabidopsis thaliana,
- DEFICIENS bij de grote leeuwenbek, Antirrhinum majus,[9]
- SRF bij de mens, Homo sapiens.

In zandraket, grote leeuwenbek en Maïs is dit MADS-box-motief betrokken bij de bloemontwikkeling. Vroege studie van deze model-angiospermen was het begin van onderzoek naar de moleculaire evolutie van de bloemstructuur in het algemeen, evenals hun rol in niet-bloeiende planten.
Het MADS-eiwit dat feitelijk als eerste werd gevonden, is echter ARG80 uit bakkersgist, maar werd op dat moment niet herkend als lid van een grote genenfamilie.

## Functie van MADS-box-genen
MADS-boxgenen hebben een aanzienlijke verspreiding in planten. Ze zijn onder meer te vinden in homeohomeotische plantengenen (zoals AGAMOUS en DEFICIENS), die betrokken zijn bij de ontwikkeling van plantenorganen: de ontwikkeling van mannelijke en vrouwelijke gametofyten, de ontwikkeling van embryo's en zaden, evenals de ontwikkeling van wortels, bloemen en vruchten. Een voorbeeld hiervan is de bepaling van de bloemorganen (zie: ABC-model van bloemontwikkeling). Sommige MADS-box-genen van bloeiende planten hebben homeotische functies, zoals de Hoxgenen van dieren. Bij dieren zijn MADS-box-genen betrokken bij spierontwikkeling en proliferatie en differentiatie. Functies bij schimmels variëren van feromoonreactie tot argininemetabolisme.
Er is aangetoond dat de MADS-boxgenen SOC1  en FLC (Flowering Locus C) in zandraket een belangrijke rol spelen bij het bepalen van het tijdstip van de bloei en het op het juiste tijdstip generatief worden van de plant, waardoor reproductief succes het meest waarschijnlijk is. Het generatief worden hangt onder meer af van de daglengte (korte- en langedagplanten) of de hoeveelheid kou (vernalisatie).

## Structuur van MADS-box-eiwitten
De MADS-box-eiwitstructuur wordt gekenmerkt door vier domeinen. Aan de N-terminus bevindt zich het sterk geconserveerde MADS DNA-bindende domein. Naast het MADS-domein bevinden zich de matig geconserveerde tussenliggende (I) en keratine-achtige (K) domeinen, die betrokken zijn bij specifieke eiwit-eiwitinteracties. Het C-terminus (C) domein is zeer variabel en is betrokken bij transcriptionele activering en het vormen van heterodimeren en multimere eiwitcomplexen.

## Diversiteit
MADS-box-genen komen in bijna alle onderzochte eukaryoten voor. Terwijl de genomen van dieren en schimmels over het algemeen slechts ongeveer één tot vijf MADS-box-genen bezitten, hebben de genomen van bedektzadigen ongeveer 100 MADS-box-genen. Er worden twee soorten MADS-domeineiwitten onderscheiden; de SRF-achtige of Type I MADS-domein eiwitten en de MEF2-achtige (na MYOCYTE-ENHANCER-FACTOR2) of Type II MADS-domein eiwitten.  SRF-achtige MADS-domein eiwitten in dieren en schimmels hebben een tweede geconserveerd domein, het SAM (SRF, ARG80, MCM1) domein. MEF2-achtige MADS-domeineiwitten in dieren en schimmels hebben het MEF2-domein als tweede geconserveerd domein. In planten worden de MEF2-achtige MADS-domein eiwitten ook wel MIKC-type eiwitten genoemd, verwijzend naar hun geconserveerde domeinstructuur, waarbij het MADS (M) domein wordt gevolgd door een tussenliggende (I), een keratine-achtige (K) en een C-terminaal domein. In planten vormen MADS-domeineiwitten tetrameren en er wordt aangenomen dat dit cruciaal is voor hun functie. De structuur van het tetramerisatiedomein van het MADS-domeineiwit SEPALLATA3 werd opgelost, wat de structurele basis voor de vorming van een tetrameer illustreert.
Een geneticus die intensief onderzoek doet naar MADS-box-genen is Günter Theißen van de Friedrich-Schiller-Universität Jena. Hij en zijn collega's hebben deze genen bijvoorbeeld gebruikt om aan te tonen dat de orde Gnetales nauwer verwant is aan de coniferen dan aan de bedektzadigen.
In Zea mays produceert de mutant Tunicate1 popcorn. Tunicate1 is een mutant van Z. mays MADS19 (ZMM19) in de SHORT VEGETATIVE PHASE-genenfamilie. ZMM19 kan ectopisch tot expressie worden gebracht. Een dergelijke ectopische expressie van ZMM19 in zandraket vergroot de kelkbladen, wat duidt op een geconserveerde sequentie.